# Дахрат-Сегала
Дахра́т-Сега́ла — невеликий острів в Червоному морі в архіпелазі Дахлак, належить Еритреї, адміністративно відноситься до району Дахлак регіону Семіен-Кей-Бахрі.

## Географія
Розташований на південний схід від острова Сегала. Має трикінечну форму, довжина західного краю — 1,3 км, південного — 1,1 км, північного — 0,9 км, ширина 0,6-0,7 км. Зі сходу острів облямований піщаними мілинами.